# Mesola
Mesola är en ort och kommun i provinsen Ferrara i regionen Emilia-Romagna i Italien. Kommunen hade 6 726 invånare (2018).